# Ламін Зеруаль
Ламін Зеруа́ль (3 липня 1941 , Батна )(бербер: Lyamin Ẓerwal;) — алжирський державний діяч, Президент Алжиру з 31 січня 1994 до 27 квітня 1999.
В 1957, у віці 16 років, вступив до Армії національного визволення, щоб битись із французькою колоніальною адміністрацією в Алжирі.
Після набуття країною незалежності у 1962 здобув освіту в Каїрі, Москві й Парижі.
У 1975 став начальником військового училища у Батні, а у 1981 — начальником військової академії. Потім Зеруаль командував військами Таманрассетського ВО (1982), на марокканському кордоні (1984), у Константіні (1987).
У 1988 присвоєно звання генерала.
З 1989 — командувач сухопутними військами. Через розбіжності з президентом Шадлі Бенджедідом з питання реорганізації армії вийшов у відставку (1990) та деякий час був послом у Румунії. Однак після скидання Бенджедіда військовими у січні 1992 перед ним відкрились нові перспективи.
У липні 1993 став міністром оборони.
У січні військові призначили його на пост голови Вищої державної ради — глави держави.
У листопаді 1995 обраний президентом.
Заслужив репутацію перемовника, який зумів частково подолати негативні наслідки громадянської війни в Алжирі.